# تسوچیمیکادو فوجیکو
تسوچیمیکادو فوجیکو (به ژاپنی: 土御門藤子)؛ ۱۸۳۴ – ۱۳ ژوئیه ۱۸۷۵) چهارمین دختر تسوچیمیکاد هاره‌چیکا کوگه (مقام درباری) ژاپن در زمان شوگون‌سالاری توکوگاوا در خدمت امپراتور کومی و دایه چیکاکو، شاهدخت کازو در اواخر دوره ادو بود.
در سال ۱۸۶۰ هنگامیکه ازدواج چیکاکو، شاهدخت کازو با شوگون چهاردهم توکوگاوا ایه‌موچی انجام شد همراه با شاهدخت کازو از کیوتو به قلعه ادو رفت.
در سال اول دوران میجی (۱۸۶۸)، هنگامی که ارتش جدید دولت تصمیم به پیشروی به سمت ادو گرفت، وی با نامه شاهدخت کازو مبنی بر درخواست حفاظت از توکوگاوا یوشینوبو خطاب به رابطان کاخ ژاپن، هاشیموتو سانه‌آکیرا و پسرش هاشیموتو سانه‌یانا، به کیوتو رفت. وی در معبد کوتوکوجی در کووانا با هاشیموتو سانه‌یانا، دیدار کرد. سپس در کیوتو با مشاوران دربار ملاقات کرد و برای زنده ماندن خاندان توکوگاوا التماس کرد، در نتیجه ۱۲ روز اقامت در کیوتو، سرانجام رمز بقای خانواده توکوگاوا را بدست آورد و به وی گفته شد: «اگر یوشینوبو تمام تلاش خود را در راه اطاعت انجام دهد.» راه برای بخشش وی وجود دارد.